# Toets van Levene
In de statistiek is de toets van Levene een statistische toets die nagaat of de varianties in een aantal normaal verdeelde populaties van elkaar verschillen (heteroscedasticiteit). De toets is een alternatief voor de toets van Bartlett, die weliswaar meer onderscheidend is, maar ook gevoeliger voor afwijkingen van de normaliteit. De toets van Brown–Forsythe is van de toets van Levene  afgeleid.
De toets vindt vooral toepassing in situaties waarin de verwachtingswaarden in een aantal groepen vergeleken worden, en homoscedasticiteit, dus gelijkheid van de varianties, vooropgesteld wordt, zoals bij variantie-analyse. De naam verwijst naar de bedenker, de Amerikaan Howard Levene.

## Voorbeeld

Verdeling van het netto inkomen in Duitsland in 2008 naar geslacht en maand van geboorte

De figuur toont de verdeling van het netto inkomen in Duitsland in 2008, uitgesplitst naar geslacht en maand van geboorte. 
Het resultaat van de toets van Levene voor de indeling naar geslacht laat zien dat de overschrijdingskans {\displaystyle 2{,}2\times 10^{-16}} is, en dus zeer significant. Men kan er dus van uitgaan dat de varianties voor de verschillende geslachten niet dezelfde zijn.
Het resultaat van de toets van Levene voor de indeling naar maand van geboorte geeft een overschrijdingskans van {\displaystyle 0{,}076}, wat bij een onbetrouwbaarheidsdrempel van 5% niet significant is. De hypothese dat de varianties voor de verschillende maanden aan elkaar gelijk zijn, wordt dus niet verworpen.

## Definitie
De toets van Levene toetst de nulhypothese dat in een aantal normale verdelingen  de varianties aan elkaar gelijk zijn, tegen het alternatief dat ten minste twee verdelingen verschillende varianties hebben. 
Laat {\displaystyle X_{i1},\ldots ,X_{in_{i}}} voor {\displaystyle i=1,\ldots ,k} een aselecte steekproef van omvang {\displaystyle n_{i}} zijn uit een normale verdeling met variantie {\displaystyle \sigma _{i}^{2}}. Laat de steekproeven ook onderling onafhankelijk zijn. Voor het toetsen van de nulhypothese
{\displaystyle H_{0}:\sigma _{1}^{2}=\dots =\sigma _{k}^{2}}
tegen de alternatieve hypothese
{\displaystyle H_{1}:\sigma _{i}^{2}\neq \sigma _{j}^{2}} voor zekere {\displaystyle i\neq j}
gebruikt de toets van Levene de toetsingsgrootheid
{\displaystyle L={\frac {{\frac {1}{k-1}}\sum _{i=1}^{k}n_{i}({\bar {Y}}_{i}-{\bar {Y}})^{2}}{{\frac {1}{n-k}}\sum _{i=1}^{k}\sum _{j=1}^{n_{i}}(Y_{ij}-{\bar {Y}}_{i})^{2}}}},
waarin
{\displaystyle {\bar {X}}_{i}={\frac {1}{n_{i}}}\sum _{j=1}^{n_{i}}X_{ij},\quad Y_{ij}=|X_{ij}-{\bar {X}}_{i}|,\quad {\bar {Y}}_{i}={\frac {1}{n_{i}}}\sum _{j=1}^{n_{i}}Y_{ij},\quad {\bar {Y}}={\frac {1}{k}}\sum _{i=1}^{k}n_{i}{\bar {Y_{i}}}\quad } en {\displaystyle \quad n=\sum _{i=1}^{k}n_{i}}
De toetsingsgrootheid {\displaystyle L} is onder de nulhypothese bij benadering  F-verdeeld met {\displaystyle k-1} vrijheidsgraden in de teller en {\displaystyle n-k} in de noemer.

## Toets van Brown–Forsythe
De toets van Brown–Forsythe is een variatie op de toets van Levene, in die zin dat voor de berekening van {\displaystyle Y_{ji}} in plaats van de groepsgemiddelden de groepsmedianen gebruikt worden.
{\displaystyle Y_{ij}=|X_{ij}-{\tilde {X}}_{i}|,}
waarin {\displaystyle {\tilde {X}}_{i}} een mediaan van de {\displaystyle i}-de groep is.